# Aparte (documental)
Aparte es un documental uruguayo de 2002, escrito, dirigido y producido por Mario Handler. Retrata la vida de jóvenes de la periferia de Montevideo, marginados culturales de la denominada «sociedad del conocimiento».

## Premios y menciones
- Mejor documental en el XXI Festival Cinematográfico Internacional del Uruguay, Montevideo, 2003.
- Fipa d’Or (Grands reportages et Faits de société) en el Festival International de Programmes Audiovisuels, Biarritz, 2003.
- Tercer premio en categoría documental en el 24.º Festival Internacional del Nuevo Cine Latinoamericano, La Habana, 2003.
- Mención de honor en el IV Festival Internacional de Cine y Video de Derechos Humanos, Buenos Aires, 2002.